# Танака, Томоюки
Томоюки Танака (яп. 田中 友幸 Танака Томоюки, 26 апреля 1910 — 2 апреля 1997) — японский кинопродюсер, наиболее известный созданием серии фильмов о Годзилле.

## Биография
Томоюки Танака родился в Касиваре, префектура Осака, 26 апреля 1910 года. Вскоре после окончания в 1940 году университета Кансай поступил на работу в студию Toho. Через четыре года начал самостоятельно продюсировать фильмы, выпустив в 1945 году дебютную картину «Три женщины севера». За 60-летнюю карьеру он спродюсировал более 200 фильмов.
Наибольшую известность Танаке принесла серия фильмов о Годзилле, созданная им совместно с сценаристом Сигэру Каямой, режиссёром Исиро Хондой и специалистом по спецэффектам Эйдзи Цубурая. Танака создал Годзиллу в 1954 году, чтобы описать ужас японцев, вызванный атомными бомбардировками Хиросимы и Нагасаки. В интервью 1985 года Танака так описал символизм Годзиллы:
В те дни японцы испытывали настоящий ужас перед радиацией, и этот ужас сделал Годзиллу таким огромным. Он с самого начала символизировал месть природы человечеству.
Классический фильм 1954 года «Годзилла» стал началом целому семейству продолжений, к 2004 году насчитывавших 28 кинолент. Танака продюсировал все фильмы о монстрах студии Toho. Он часто работал с остальными участниками команды, создавшей Годзиллу: Хондой, Цубурая и композитором Акирой Ифукубэ, выпустив вместе с ними такие фильмы как «Мистериане» (1957) и  «Нападение людей-грибов» (1963). Также Танака выступил продюсером шести фильмов, снятых выдающимся японским кинорежиссёром Акирой Куросавой. Их совместный фильм «Тень воина» (1980) был номинирован на премию «Оскар» за лучший фильм на иностранном языке и выиграл «Золотую пальмовую ветвь» на кинофестивале в Каннах.
Танака скончался 2 апреля 1997 года в Токио в возрасте 86 лет. Американский фильм Годзилла 1998 года посвящён памяти Томоюки Танаки.
Танака был женат на актрисе Тиэко Накакита (1926—2005).